# Leticia Loor
Leticia María Loor Martínez (Guayaquil, 1953) es una escritora y profesora ecuatoriana. Describe a sus obras como de misterio humano-psicológicas. Durante su formación en la Literatura participó en talleres de escritores de larga trayectoria tales como Fernando Itúrburu y Miguel Donoso Pareja.
Estudió Literatura y se graduó en la Universidad Católica Santiago de Guayaquil, siendo después docente de esta asignatura. 

## Obras
- «Sentidos opuestos» -libro de cuentos-. Editorial Imaginaria, 2001 - 110 p.
- «Profanación de la palabra» -libro de cuentos-.[2] Libresa. Quito, 2005 - 81 p. ISBN 9978809511, ISBN 9789978809518
- «Y aún ocupan mi memoria» -novela-[1] Libresa. Quito, 2010 - 112 p. ISBN 978-9978-49-426-4, ISBN 109978-49-426-X
- «No todo es cierto» -novela-.[3] Editorial El Conejo, 2019 - 178 p.